# Poltár
Poltár este un oraș din Slovacia. Localitatea se află la altitudinea de 242 m deasupra n.m., se întinde pe o suprafață de 30,53 km2 și în 2017 număra 5693 de locuitori.

## Istoric
Localitatea Poltár este atestată documentar din 1330.

## Demografie
| An:                | 1994 | 2004   | 2014   | 2024    |
| ------------------ | ---- | ------ | ------ | ------- |
| Număr de persoane: | 5960 | 5977   | 5742   | 5123    |
| Diferență:         |      | +0,28% | −3,93% | −10,78% |

| An:                | 2023 | 2024   |
| ------------------ | ---- | ------ |
| Număr de persoane: | 5170 | 5123   |
| Diferență:         |      | −0,90% |